# Carlos Bonow
Carlos André Bonow Neto, bardziej znany jako Carlos Bonow (ur. 29 maja 1973 w Rio de Janeiro) – brazylijski aktor telewizyjny, teatralny i filmowy.

## Życiorys
Urodził się w Rio de Janeiro, w stanie Rio de Janeiro. Karierę rozpoczął w wieku 16 lat w serialu Rede Globo Gente Fina. 
Od 2007 brał udział w telewizyjnych produkcjach Rede Record.
W teatrze debiutował w roli Herkulesa w Sítio do Pica-Pau Amarelo, a potem grał m.in. w spektaklach: O Dia Em que Alfredo  Virou a Mão (Dzień, w którym Alfredo skręcił rękę), os Segredos que Só Os Homens Têm (Tajemnice mają tylko mężczyźni), A Gente Inventa (Ludzie monety), O Nosso Amor (Nasza miłość) i O Caçador de Tesouros (Łowca skarbów).
W 2008 ożenił się z Keilą Kerber, z którą w 1990 r. zaczął karierę w telewizji Rede Globo. Mają syna Conrado (ur. 30 lipca 2009).

## Filmografia

### produkcje TV
| TV   | TV                                               | TV                        | TV |
| Rok  | Tytuł                                            | Rola                      |    |
| ---- | ------------------------------------------------ | ------------------------- | -- |
| 1997 | Malhação                                         | Montanha                  |    |
| 2002 | Piąte piekło (O Quinto dos Infernos)             | Gastão                    |    |
| 2002 | Malhação                                         | Marcão                    |    |
| 2003 | Kubanacan                                        | Pablo                     |    |
| 2004 | Senhora do Destino                               | Márcio                    |    |
| 2004 | Ładunek ciężki (Carga Pesada)                    | Carlão                    |    |
| 2005 | Bang Bang                                        | Hector                    |    |
| 2005 | A Lua Me Disse                                   | Rodrigo                   |    |
| 2006 | Infolinia sprawiedliwości (Linha Direta Justiça) | Żołnierz Emmanuel         |    |
| 2006 | Avassaladoras                                    | Paulo Gustavo             |    |
| 2006 | Pé na Jaca                                       | Edmilson (Ed)             |    |
| 2007 | Prawa i obowiązki (Toma Lá Dá Cá)                | Tadeu                     |    |
| 2007 | Miłość i Intrygi (Amor e Intrigas)               | Luciano Mendonça          |    |
| 2009 | Moc równoległa (Poder Paralelo)                  | Roberto Baruel            |    |
| 2011 | Buntownik (Rebelde)                              | Leonel                    |    |
| 2012 | Maski (Máscaras)                                 | Fausto (Faustino)         |    |
| 2013 | Śmiertelny grzech (Pecado Mortal)                | Marcelo Firenze (Starsky) |    |
| 2015 | Dziesięć przykazań (serial telewizyjny)          | Ahmose                    |    |

### filmy fabularne
- 2006: Didi, o Caçador de Tesouros
- 2008: Gdybyś ty 2 (Se eu fosse você 2)
- 2012: Do szczęścia w oddzielnych (Até que a Sorte nos Separe)
- 2014: Sobrevivente Urbano
- 2014: O Casamento de Gorete